# ハロルド・ウォルター・ベイリー
ハロルド・ウォルター・ベイリー（Harold Walter Bailey、1899年12月16日 - 1996年1月11日）は、イギリスの東洋学者。20世紀のイラン学の代表的な研究者であり、ケンブリッジ大学のサンスクリット教授。とくにホータン語の研究で知られる。
きわめて博学で、50以上の言語に通じていたといい、その中には専門の中期イラン諸語のほかにオセット語やカフカスのさまざまな言語、ケルト語などがあった。

## 生涯
ベイリーはウィルトシャーのディヴァイジズに生まれたが、1910年、ベイリーが10歳のときに一家は開拓民としてオーストラリアに移住し、その後は学校に通わずに家族とともに働いた。農作業のかたわら、独学で多数の言語を学んだ。ベイリーがおよそ学問に向かない環境でサンスクリットやアヴェスター語を習得したことをトインビーは賛嘆しているが、同じオーストラリア出身でベイリーの教え子のエメリックによれば当時のオーストラリアでサンスクリットに触れることなど普通は不可能であり、両親の相当な助けがあったのだろうという。エドウィン・アーノルドの『アジアの光』を読んで東洋への興味に目覚めた。
22歳でパースの西オーストラリア大学に入学し、1927年にエウリピデスの宗教観の論文で修士の学位を得た。奨励金を得てオックスフォード大学で学び、1929年に卒業した。同年、東洋研究学院の初代イラン学講師に就任した。1933年、大ブンダヒシュンの校訂と訳注によってオックスフォード大学の博士の学位を取得した。
1936年にケンブリッジ大学のサンスクリット教授に就任した。1967年までその職にあった。
第二次世界大戦中、アーノルド・J・トインビーが所長をつとめる王立国際問題研究所（チャタム・ハウス）は英外務省のために情報を収集した。1942年以降3年間、ベイリーはそこで主にアルバニア語とアルメニア語の新聞記事から戦略的に重要な記事を翻訳する仕事を担当した。
1944年にイギリス学士院のフェロー(FBA)になり、1960年に東洋学への貢献によってナイトの爵位を贈られた。他に国内外から多くの栄誉を得た。1970年、東洋アフリカ研究学院はベイリーの70歳記念特集号を出した(BSOAS 33巻1号)。1996年に没した。96歳だった。結婚はしなかった。

## 日本との関係
1971年には日本学術振興会の招きで日本を訪れ、東洋文庫ほかで講演を行った。

## 主な著作

### ホータン語関係
ベイリーは1930年代なかばからホータン語の文書の編集出版とその研究を行った。またホータン語辞典を編纂した。
- Codices Khotanenses. Copenhagen: Levin & Munksgaard. (1938)
- Indo-Schytian Studies: being Khotanese Texts. Cambridge University Press. (1945-1985)（全7巻。1・2・3・5巻はテキスト、4巻は3巻の訳注、6巻は『ザンバスタの書』語彙集、7巻は固有名詞の語源）
- Khotanese Buddhist Texts. London: Taylor's Foreign Press. (1951)
- Corpus inscriptionum iranicum. Part II. Inscriptions of the Seleucid and Parthian period and of eastern Iran and Central Aaia. Vol. V. Saka Documents. London: Percy Lund, Humphries and Co. Ltd. (1960-1968)（本文の複製4巻と訳注1巻）
- Dictionary of Khotan Saka. Cambridge University Press. (1979)
- The Culture of the Sakas in Ancient Iranian Khotan. Caravan Books. (1982)

### それ以外
- Zoroastrian problems in the ninth-century books. Oxford: Clarendon Press. (1943)（1936年にオックスフォードで行った講演をもとに書かれた。1971年に再版）
- M. Nawabi, ed (1981). Opera minora: articles of Iranian Studies. Shiraz: Forozangah Publishers（2巻、著作集。有名なガンダーラ語に関する論文(1946)などを含む）